# Шайга

Шайга — река в России, протекает в Шахунском и Тоншаевском районах Нижегородской области. Устье реки находится в 256 км по левому берегу реки Пижма. Длина реки составляет 14 км.
Исток реки в лесах в 11 км к югу от посёлка Вахтан. Течёт на северо-восток, всё течение реки проходит по ненаселённому заболоченному лесу. Притоки — Долговяж, Макаровка (оба правые). Впадает в Пижму в 9 км к северо-западу от посёлка Пижма.

## Данные водного реестра
По данным государственного водного реестра России относится к Камскому бассейновому округу, водохозяйственный участок реки — Вятка от города Котельнич до водомерного поста посёлка городского типа Аркуль, речной подбассейн реки — Вятка. Речной бассейн реки — Кама.
По данным геоинформационной системы водохозяйственного районирования территории РФ, подготовленной Федеральным агентством водных ресурсов:
- Код водного объекта в государственном водном реестре — 10010300412111100036436
- Код по гидрологической изученности (ГИ) — 111103643
- Код бассейна — 10.01.03.004
- Номер тома по ГИ — 11
- Выпуск по ГИ — 1